# Promozione Lombardia 1953-1954
La Promozione fu il massimo campionato regionale di calcio disputato in Lombardia nella stagione 1953-1954.
A ciascun girone, che garantiva al suo vincitore la promozione in IV Serie a condizione di soddisfare le condizioni economiche richieste dai regolamenti, partecipavano sedici squadre, ed era prevista la retrocessione delle quattro peggio piazzate, anche se erano possibili aggiustamenti automatici per ripartire fra le appropriate sedi locali le squadre discendenti dalla IV Serie.

## Girone A

### Squadre partecipanti
| Squadra              | Città (provincia)         | Stagione precedente |
| -------------------- | ------------------------- | ------------------- |
| U.S. Angelo Antonini | Sarezzo (BS)              |                     |
| A.C. Beretta         | Gardone Val Trompia (BS)  |                     |
| U.S. Breno           | Breno (BS)                |                     |
| U.S. Clusone         | Clusone (BG)              |                     |
| U.S. Colognese       | Cologno al Serio (BG)     |                     |
| Pol. Darfense        | Darfo Boario Terme (BS)   |                     |
| C.S. Falco           | Albino (BG)               |                     |
| U.S. Fiorano         | Fiorano al Serio (BG)     |                     |
| U.S. Gandinese       | Gandino (BG)              |                     |
| U.S. Gazzaniga       | Gazzaniga (BG)            |                     |
| A.C. Lumezzane       | Lumezzane (BS)            |                     |
| U.S. Nossese         | Ponte Nossa (BG)          |                     |
| U.S. Orsa Iseo       | Iseo (BS)                 |                     |
| C.S. Pirelli         | Milano-Bicocca            |                     |
| C.S. Trevigliese     | Treviglio (BG)            |                     |
| U.S. Villanovese     | Villanuova sul Clisi (BS) |                     |

### Classifica finale
|  | Pos. | Squadra         | Pt | G  | V  | N  | P  | GF | GS | DR  |
|  | ---- | --------------- | -- | -- | -- | -- | -- | -- | -- | --- |
|  | 1.   | Lumezzane       | 44 | 30 | 16 | 12 | 2  | 40 | 17 | +23 |
|  | 2.   | Beretta Gardone | 42 | 30 | 16 | 10 | 4  | 50 | 30 | +20 |
|  | 3.   | Villanovese     | 39 | 30 | 14 | 11 | 5  | 53 | 39 | +14 |
|  | 4.   | Breno           | 34 | 30 | 12 | 10 | 8  | 59 | 35 | +24 |
|  | 4.   | Angelo Antonini | 34 | 30 | 13 | 8  | 9  | 44 | 42 | +2  |
|  | 6.   | Orsa Iseo       | 33 | 30 | 11 | 11 | 8  | 38 | 34 | +4  |
|  | 7.   | Gazzaniga       | 32 | 30 | 10 | 12 | 8  | 35 | 40 | -5  |
|  | 7.   | Nossese         | 32 | 30 | 13 | 6  | 11 | 53 | 45 | +8  |
|  | 9.   | Darfense        | 30 | 30 | 10 | 10 | 10 | 37 | 37 | 0   |
|  | 10.  | Gandinese       | 29 | 30 | 13 | 3  | 14 | 42 | 41 | +1  |
|  | 11.  | Falco           | 27 | 30 | 9  | 9  | 12 | 39 | 43 | -4  |
|  | 11.  | Fiorano         | 27 | 30 | 7  | 13 | 10 | 42 | 48 | -6  |
|  | 13.  | Colognese       | 22 | 30 | 7  | 8  | 15 | 36 | 56 | -20 |
|  | 14.  | Clusone         | 21 | 30 | 5  | 11 | 14 | 55 | 64 | -9  |
|  | 15.  | Pirelli         | 19 | 30 | 3  | 13 | 14 | 28 | 48 | -20 |
|  | 16.  | Trevigliese     | 15 | 30 | 4  | 7  | 19 | 27 | 59 | -32 |

Legenda:
      Ammesso alle finali regionali.
      Retrocesso in Prima Categoria.
Regolamento:
Due punti a vittoria, uno a pareggio, zero a sconfitta.
Pari merito in caso di pari punti e spareggi in caso di pari punti in zona promozione e retrocessione.

## Girone B

### Squadre partecipanti
| Squadra                | Città (provincia)          | Stagione precedente |
| ---------------------- | -------------------------- | ------------------- |
| U.S. Aurora Desio 1922 | Desio (MI)                 |                     |
| A.C. Bernareggio       | Bernareggio (MI)           |                     |
| A.S. Cernusco          | Cernusco sul Naviglio (MI) |                     |
| U.S. Chiavennese       | Chiavenna (SO)             |                     |
| U.S. Cusano Milanino   | Cusano Milanino (MI)       |                     |
| A.S. Erminio Giana     | Gorgonzola (MI)            |                     |
| U.S. Melzo             | Melzo (MI)                 |                     |
| A.S. Merate            | Merate (CO)                |                     |
| G.S. Missaglia Sport   | Missaglia (CO)             |                     |
| U.S. Novese            | Nova Milanese (MI)         |                     |
| A.S. Rivoltana         | Rivolta d'Adda (CR)        |                     |
| Seregno F.B.C.         | Seregno (MI)               |                     |
| Sondrio Sportiva       | Sondrio                    |                     |
| U.S. Vimercatese       | Vimercate (MI)             |                     |
| U.S. Vis Casatese      | Casatenovo (CO)            |                     |
| A.S. Vis Nova          | Giussano (MI)              |                     |

### Classifica finale
|  | Pos. | Squadra          | Pt | G  | V  | N | P  | GF | GS | DR  |
|  | ---- | ---------------- | -- | -- | -- | - | -- | -- | -- | --- |
|  | 1.   | Vis Nova         | 45 | 30 | 18 | 9 | 3  | 54 | 31 | +13 |
|  | 2.   | Novese           | 38 | 30 | 16 | 6 | 8  | 56 | 36 | +20 |
|  | 3.   | Melzo            | 36 | 30 | 15 | 6 | 9  | 66 | 42 | +24 |
|  | 4.   | Erminio Giana    | 35 | 30 | 16 | 3 | 11 | 52 | 44 | +8  |
|  | 4.   | Vis Casatese     | 35 | 30 | 14 | 7 | 9  | 56 | 43 | +13 |
|  | 6.   | Aurora Desio     | 34 | 30 | 14 | 6 | 10 | 52 | 41 | +11 |
|  | 6.   | Seregno          | 34 | 30 | 13 | 8 | 9  | 43 | 35 | +8  |
|  | 8.   | Sondrio          | 33 | 30 | 13 | 7 | 10 | 49 | 45 | +4  |
|  | 8.   | Vimercatese      | 33 | 30 | 13 | 7 | 10 | 48 | 39 | +9  |
|  | 10.  | Cusano Milanino  | 32 | 30 | 13 | 6 | 11 | 55 | 58 | -3  |
|  | 11.  | Rivoltana        | 28 | 30 | 11 | 6 | 13 | 45 | 51 | -6  |
|  | 12.  | Merate           | 25 | 30 | 10 | 5 | 15 | 51 | 54 | -3  |
|  | 13.  | Chiavennese      | 22 | 30 | 8  | 6 | 16 | 48 | 68 | -20 |
|  | 14.  | Cernusco         | 18 | 30 | 6  | 6 | 18 | 37 | 59 | -22 |
|  | 14.  | Missaglia        | 18 | 30 | 6  | 6 | 18 | 43 | 78 | -35 |
|  | 16.  | Bernareggio (-1) | 13 | 30 | 3  | 8 | 19 | 33 | 64 | -31 |

Legenda:
      Ammesso alle finali regionali.
      Retrocesso in Prima Categoria.
Regolamento:
Due punti a vittoria, uno a pareggio, zero a sconfitta.
Pari merito in caso di pari punti e spareggi in caso di pari punti in zona promozione e retrocessione.
Note:
Bernareggio ha scontato 1 punto di penalizzazione in classifica per una rinuncia.

## Girone C

### Squadre partecipanti
| Squadra                          | Città (provincia)       | Stagione precedente |
| -------------------------------- | ----------------------- | ------------------- |
| U.S. Angerese                    | Angera (VA)             |                     |
| U.S. Cairatese                   | Cairate (VA)            |                     |
| A.C. Cantù                       | Cantù (CO)              |                     |
| U.S. Caronnese                   | Caronno Pertusella (VA) |                     |
| S.C. Castiglione Olona           | Castiglione Olona (VA)  |                     |
| Pol. Gaviratese                  | Gavirate (VA)           |                     |
| F.B.C. Laveno                    | Laveno Mombello (VA)    |                     |
| U.S. Lonatese                    | Lonate Pozzolo (VA)     |                     |
| F.B.C. Luino                     | Luino (VA)              |                     |
| A.S. Olgiatese                   | Olgiate Comasco (CO)    |                     |
| U.S. Rescaldinese                | Rescaldina (MI)         |                     |
| G.S. Salus et Virtus             | Turate (CO)             |                     |
| E.N.A.L. Snia Viscosa Sez.Calcio | Cesano Maderno (MI)     |                     |
| Virtus Tradate                   | Tradate (VA)            |                     |

### Classifica finale
|  | Pos. | Squadra           | Pt | G  | V  | N  | P  | GF | GS | DR  |
|  | ---- | ----------------- | -- | -- | -- | -- | -- | -- | -- | --- |
|  | 1.   | Cantù             | 44 | 30 | 18 | 8  | 4  | 58 | 29 | +29 |
|  | 2.   | Snia Viscosa      | 41 | 30 | 17 | 7  | 6  | 58 | 31 | +27 |
|  | 3.   | Lonatese          | 40 | 30 | 14 | 12 | 4  | 43 | 26 | +17 |
|  | 4.   | Rescaldinese      | 38 | 30 | 13 | 12 | 5  | 46 | 29 | +17 |
|  | 5.   | Salus et Virtus   | 33 | 30 | 12 | 9  | 9  | 41 | 37 | +4  |
|  | 6.   | Luino             | 29 | 30 | 8  | 13 | 9  | 35 | 31 | +4  |
|  | 6.   | Angerese          | 29 | 30 | 8  | 13 | 9  | 37 | 42 | -5  |
|  | 8.   | Castiglione Olona | 28 | 30 | 11 | 6  | 13 | 47 | 40 | +7  |
|  | 8.   | Virtus Tradate    | 28 | 30 | 11 | 6  | 13 | 42 | 47 | -5  |
|  | 10.  | Cairatese         | 27 | 30 | 10 | 7  | 13 | 40 | 54 | -14 |
|  | 11.  | Laveno Mombello   | 26 | 30 | 7  | 12 | 11 | 30 | 45 | -15 |
|  | 12.  | Gaviratese        | 25 | 30 | 8  | 9  | 13 | 37 | 46 | -9  |
|  | 13.  | Caronnese         | 24 | 30 | 8  | 8  | 14 | 29 | 41 | -12 |
|  | 14.  | Olgiatese         | 23 | 30 | 7  | 19 | 4  | 38 | 42 | -4  |
|  | 15.  | Malnatese         | 22 | 30 | 6  | 10 | 14 | 29 | 48 | -19 |
|  | 16.  | Vedanese          | 21 | 30 | 5  | 11 | 14 | 31 | 57 | -26 |

Legenda:
      Ammesso alle finali regionali.
      Retrocesso in Prima Categoria.
Regolamento:
Due punti a vittoria, uno a pareggio, zero a sconfitta.
Pari merito in caso di pari punti e spareggi in caso di pari punti in zona promozione e retrocessione.

## Girone D

### Squadre partecipanti
| Squadra                        | Città (provincia)      | Stagione precedente |
| ------------------------------ | ---------------------- | ------------------- |
| C.R.A.L. A.T.M. Sezione Calcio | Milano                 |                     |
| G.C. Alfa Romeo                | Milano                 |                     |
| G.S. Arconatese                | Arconate (MI)          |                     |
| U.S. Arlunese                  | Arluno (MI)            |                     |
| U.S. Bustese                   | Busto Garolfo (MI)     |                     |
| A.S. Cesano Maderno            | Cesano Maderno (MI)    |                     |
| A.S.C. Cinisello               | Cinisello Balsamo (MI) |                     |
| F.B.C. Corbetta                | Corbetta (MI)          |                     |
| U.S. Corsico                   | Corsico (MI)           |                     |
| G.S. Mobilieri Bovisio         | Bovisio Masciago (MI)  |                     |
| C.R.A.L. Montecatini           | Milano                 |                     |
| S.S. Mortara                   | Mortara (PV)           |                     |
| U.S. Mottese                   | Motta Visconti (MI)    |                     |
| U.S. Nervianese                | Nerviano (MI)          |                     |
| U.S. Niguardese                | Milano-Niguarda        |                     |
| A.C. Parabiago                 | Parabiago (MI)         |                     |

### Classifica finale
|  | Pos. | Squadra           | Pt | G  | V  | N | P  | GF | GS | DR  |
|  | ---- | ----------------- | -- | -- | -- | - | -- | -- | -- | --- |
|  | 1.   | Mobilieri Bovisio | 44 | 30 | 18 | 8 | 4  | 73 | 44 | +29 |
|  | 2.   | Parabiago         | 39 | 30 | 15 | 9 | 6  | 65 | 32 | -33 |
|  | 2.   | A.T.M.            | 39 | 30 | 16 | 7 | 7  | 73 | 42 | +31 |
|  | 4.   | Corbetta          | 38 | 30 | 15 | 8 | 7  | 47 | 33 | +14 |
|  | 5.   | Cesano Maderno    | 34 | 30 | 14 | 6 | 10 | 66 | 56 | +10 |
|  | 6.   | Corsico           | 33 | 30 | 14 | 5 | 11 | 63 | 55 | +8  |
|  | 6.   | Niguardese        | 33 | 30 | 14 | 5 | 11 | 49 | 51 | -2  |
|  | 8.   | Arlunese          | 28 | 30 | 10 | 8 | 12 | 48 | 55 | -7  |
|  | 9.   | Cinisello         | 27 | 30 | 12 | 3 | 15 | 59 | 69 | -10 |
|  | 9.   | Montecatini       | 27 | 30 | 9  | 9 | 12 | 44 | 57 | -13 |
|  | 9.   | Mottese           | 27 | 30 | 9  | 9 | 12 | 43 | 55 | -12 |
|  | 12.  | Bustese           | 26 | 30 | 9  | 8 | 13 | 49 | 54 | -5  |
|  | 13.  | Nervianese        | 25 | 30 | 8  | 9 | 13 | 54 | 68 | -14 |
|  | 14.  | Arconatese        | 21 | 30 | 7  | 7 | 16 | 60 | 73 | -13 |
|  | 15.  | Alfa Romeo        | 18 | 30 | 7  | 4 | 19 | 38 | 73 | -35 |
|  | 16.  | Mortara (-2)      | 17 | 30 | 6  | 7 | 17 | 42 | 60 | -18 |

Legenda:
      Ammesso alle finali regionali.
      Retrocesso in Prima Categoria.
Regolamento:
Due punti a vittoria, uno a pareggio, zero a sconfitta.
Pari merito in caso di pari punti e spareggi in caso di pari punti in zona promozione e retrocessione.
Note:
Mortara ha scontato 2 punti di penalizzazione in classifica per due rinunce.

## Girone E

### Squadre partecipanti
| Squadra              | Città (provincia)          | Stagione precedente |
| -------------------- | -------------------------- | ------------------- |
| U.S. Arquatese       | Castell'Arquato (PC)       |                     |
| S.S. Casalbuttano    | Casalbuttano (CR)          |                     |
| F.B.C. Casteggio     | Casteggio (PV)             |                     |
| A.S. Castelnovese    | Castelnuovo Scrivia (AL)   |                     |
| A.C. Codogno         | Codogno (MI)               |                     |
| A.C. Derthona        | Tortona (AL)               |                     |
| S.S. Franco Scarioni | Milano                     |                     |
| U.S. Melegnanese     | Melegnano (MI)             |                     |
| A.S. Orceana         | Orzinuovi (BS)             |                     |
| U.S. Pizzighettonese | Pizzighettone (CR)         |                     |
| A.C. Pro Piacenza    | Piacenza                   |                     |
| Pol. Rivergarese     | Rivergaro (PC)             |                     |
| A.S. Sant'Angelo     | Sant'Angelo Lodigiano (MI) |                     |
| U.S. Soresinese      | Soresina (CR)              |                     |
| S.G. Stradellina     | Stradella (PV)             |                     |
| A.C. Vogherese       | Voghera (PV)               |                     |

### Classifica finale
|  | Pos. | Squadra         | Pt | G  | V  | N  | P  | GF | GS | DR  |
|  | ---- | --------------- | -- | -- | -- | -- | -- | -- | -- | --- |
|  | 1.   | Vogherese       | 47 | 30 | 22 | 3  | 5  | 69 | 24 | +45 |
|  | 2.   | Sant'Angelo     | 40 | 30 | 17 | 6  | 7  | 50 | 29 | +21 |
|  | 3.   | Soresinese      | 38 | 30 | 15 | 8  | 7  | 45 | 28 | +17 |
|  | 4.   | Codogno         | 37 | 30 | 16 | 5  | 9  | 61 | 44 | +17 |
|  | 5.   | Derthona        | 34 | 30 | 14 | 6  | 10 | 59 | 39 | +20 |
|  | 5.   | Pro Piacenza    | 34 | 30 | 14 | 6  | 10 | 47 | 34 | +13 |
|  | 7.   | Castelnovese    | 33 | 30 | 14 | 5  | 11 | 57 | 45 | +12 |
|  | 8.   | Melegnanese     | 32 | 30 | 13 | 6  | 11 | 55 | 52 | +3  |
|  | 9.   | Orceana         | 29 | 30 | 9  | 11 | 10 | 26 | 24 | +2  |
|  | 9.   | Pizzighettonese | 29 | 30 | 10 | 9  | 11 | 47 | 41 | +6  |
|  | 11.  | Rivergarese     | 28 | 30 | 9  | 10 | 11 | 42 | 43 | -1  |
|  | 12.  | Casteggio       | 27 | 30 | 11 | 5  | 14 | 42 | 43 | -1  |
|  | 13.  | Arquatese       | 25 | 30 | 9  | 7  | 14 | 30 | 43 | -13 |
|  | 14.  | Stradellina     | 19 | 30 | 8  | 3  | 19 | 34 | 69 | -35 |
|  | 15.  | Casalbuttano    | 18 | 30 | 6  | 6  | 18 | 30 | 63 | -33 |
|  | 16.  | Franco Scarioni | 10 | 30 | 3  | 4  | 23 | 14 | 87 | -73 |

Legenda:
      Ammesso alle finali regionali.
      Retrocesso in Prima Categoria.
Regolamento:
Due punti a vittoria, uno a pareggio, zero a sconfitta.
Pari merito in caso di pari punti e spareggi in caso di pari punti in zona promozione e retrocessione.

## Finali per il titolo regionale

### Semifinali
| Squadra 1 | Totale | Squadra 2 | Andata | Ritorno     |
| --------- | ------ | --------- | ------ | ----------- |
| Vogherese | 5 - 4  | Lumezzane | 2 - 0  | 3 - 4 (dts) |

#### Andata
|  | Vogherese | 2 – 0 | Lumezzane |  |

#### Ritorno
|  | Lumezzane | 4 – 3 (d.t.s.) | Vogherese |  |

### Libri
- Annuario 1953-1954 della F.I.G.C. - Roma (1954).
- Francesco Ottone, Tutti gli uomini del pallone - F.C. Laveno Mombello 50° di fondazione (1947-1997).

### Altri documenti
- Comunicati ufficiali della Lega Regionale Lombarda della stagione 1953-1954 conservati dal Comitato Regionale Lombardia in Via Pitteri a Milano.